# Scopula detentata
Scopula detentata är en fjärilsart som beskrevs av Louis Beethoven Prout 1926. Scopula detentata ingår i släktet Scopula och familjen mätare. Inga underarter finns listade.